# AerCap
AerCap (англ. AerCap, AER) — авиализинговая компания со штаб-квартирой в Дублине, основанная в 1995 году. После покупки в конце 2013 года американской компании International Lease Finance Corporation, AerCap стала крупнейшей в мире авиализинговой компанией.
В октябре 2005 года компания AerCap имела парк из 32 самолётов общей стоимостью $1,4 млрд, состоящий из А320 (14), А321 (10) и Boeing 737 (8), которые были в аренде у 19 арендаторов. 24 ноября 2005 года компания подписала документ о намерении приобрести 70 самолётов семейства Airbus А320. Спустя некоторое время её флот состоял из 337 самолетов общей стоимостью 10 млрд долларов.
16 декабря 2013 года компания AerCap приобрела компанию International Lease Finance Corporation (ILFC) за 5,4 млрд долларов. После этой сделки совокупные активы AerCap составили 41 млрд долларов и флот свыше 1300 самолетов. Материнская для ILFC корпорация American International Group при этом владеет 46-ю процентами акций объединённой компании, а остальной частью — AerCap.
Воздушный флот компании (1607 самолётов):
| - Airbus A300 — 1 - Airbus A319-100 — 138 - Airbus A320-200 — 246 - Airbus A320neo — 219 - Airbus A321-200 — 100 - Airbus A321neo — 25 - Airbus A330-200 — 70 - Airbus A330-300 — 48 - Airbus A340 — 14 - Airbus A350-900 — 29 | - Boeing 737 — 25 - Boeing 737NG — 346 - Boeing 747 — 4 - Boeing 757 — 24 - Boeing 767 — 38 - Boeing 777 — 63 - Boeing 787-8 — 22 - Boeing 787-9 — 61 - Embraer E190-E2 — 23 - Embraer E195-E2 — 27 |

Услугами лизинга от AerCap пользуются некоторые российские авиаперевозчики в числе которых «Аэрофлот», Якутия, Ямал, Россия.

## 2015
В июне 2015 года AerCap подписал соглашение с Boeing на заказ 100 самолётов Boeing 737 MAX 8 с поставками, начинающимися в 2019 году. В июне 2015 года AIG продала около 71,2 млн акций в рамках публичного размещения, а AerCap приобрела у AIG ещё 15,7 млн акций. В августе 2015 года AIG завершила свой уход из лизингового бизнеса продажей дополнительных 10,7 миллионов акций.
По состоянию на 31 декабря 2015 года портфель AerCap состоял из 1697 самолётов, находящихся в собственности (включая самолёты, принадлежащие неконсолидированному совместному предприятию AerDragon). Средний возраст принадлежащего парка на 31 декабря 2015 года составлял 7,7 года, а средний оставшийся срок аренды — 5,9 года. В 2015 году AerCap арендовал, купил и продал 405 самолётов. Компания подписала договоры аренды 276 самолётов и приобрела 46 новых самолётов. AerCap осуществила сделки по продаже и частичной продаже 83 самолётов и подписала финансовые сделки на 7,3 млрд долларов США. 23 февраля 2016 года AerCap опубликовал рекордные финансовые результаты за 2015 год и утвердил программу выкупа акций на сумму 400 миллионов долларов.

## 2016
В январе 2016 года авиакомпания Airline Economics признала AerCap наградами «Арендодатель года» и «Команда казначейства года».
В 2016 году AerCap подписал соглашения об аренде 279 самолётов, купил 38 и продал 141 самолёт, а также заключил сделки на финансирование на сумму 4,6 млрд долларов США; по состоянию на 31 декабря 2016 года в его портфеле находились 1566 самолётов.

## 2017
В июне 2017 года Aercap разместил заказ на 30 самолётов Boeing 787-9, которые оцениваются в 8,1 миллиарда долларов. 28 декабря AerCap объявила, что она имеет возможность приобрести 50 самолётов семейства A320neo, которые будут поставлены с 2022 года.

## 2022
В феврале 2022 года компания объявила об остановке работы в России из-за конфликта России с Украиной. У российских и украинских авиакомпаний находится 152 принадлежащих Aercap самолёта. В число её российских клиентов компании входят «Аэрофлот», S7 Airlines, «Россия», Azur Air и «Уральские авиалинии» стоимость самолётов оценивается в 2.5 млрд долларов.

## 2023
В декабре 2023 года S7 и «Уральские авиалинии» объявили об урегулировании споров с рядом лизингодателей, включая AerCap, по 29 и 18 самолетам соответственно. Лизингодатель отказался от требований по договорам лизинга и страховым полисам за сумму около 572 миллионов долларов.